# Macchi M.5
Il Macchi M.5 fu un idrocaccia monomotore monoposto italiano costruito dalla Società Anonima Nieuport-Macchi, poi Aeronautica Macchi, a Varese. Era estremamente manovrabile ed agile e ha uguagliato gli aerei non idrovolanti nei combattimenti.

## Storia del progetto
Il primo prototipo di un caccia biplano monoposto era il Tipo M che volò la prima volta nel 1917. Costruito dagli ingegneri Carlo Felice Buzio e Luigi Calzavara aveva uno scafo con chiglia a singolo gradino e una cabina di pilotaggio aperta davanti alle ali ed era simile al precedente Macchi M.3. Fu seguito da un altro prototipo con la coda riveduta contrassegnato dalla sigla Ma e da successivi progetti come il M bis e il Ma bis. Il prototipo che ha dato origine alla produzione fu il M.5 e come gli altri prototipi era azionato da un unico motore Isotta Fraschini V.4B. Le forniture per la Regia Marina furono consegnate nel 1917. Produzioni successive erano più potenti, sia perché dotate di un motore Isotta Fraschini V.6 sia perché erano stati ridisegnati i galleggianti, furono chiamate M.5 mod. Macchi produsse 200 aerei e altri 44 furono costruiti dalla Società Aeronautica Italiana.

## Impiego operativo
Gli M.5 furono utilizzati da cinque squadroni pattugliatori marittimi come combattenti o come scorta per i convogli, e alcune volte furono imbarcati sulla nave appoggio idrovolanti Giuseppe Miraglia. 
La 251ª Squadriglia inizia a riceverli dal settembre 1917 come anche la 253ª Squadriglia, la 259ª Squadriglia e la 258ª Squadriglia impiegati dal pontile di Valona sulla Europa (nave appoggio idrovolanti).
La 255ª Squadriglia inizia a riceverli nel novembre 1917 ed al 1º gennaio 1918 ne ha 8.
La 260ª Squadriglia nasce sugli M.5 nel novembre 1917, la 263ª Squadriglia nasce con 2 esemplari il 10 novembre 1917 e nel marzo 1918 ne ha 6, la 261ª Squadriglia ai primi di dicembre 1917 e la 254ª Squadriglia al 1º gennaio 1918 ne ha 4.
La 262ª Squadriglia nasce alla fine dell'inverno 1918 sugli M.5 e la 256ª Squadriglia inizia a riceverli nei primi mesi del 1918 ed al 1º settembre ne ha 10.
La 264ª Squadriglia al 1º giugno 1918 ne ha 4, la 13ª Sezione FBA del Porto di Napoli al 1º giugno 1918 ne ha 2 e la 101ª Squadriglia al 4 novembre 1918 ne ha 5.
Verso la fine della prima guerra mondiale, questi idrovolanti furono utilizzati sia dalla United States Navy sia dalla United States Marine Corps. 
La 263ª Squadriglia di Porto Corsini dal 24 luglio 1918 diventa U.S. Naval Air Station.
L'aspirante Charles Hazzaline Hammann, che ottenne la prima Medal of Honor data a un aviatore della marina statunitense, prestò servizio su un M.5..
La 307ª Squadriglia è attiva dal 30 novembre 1918 con 12 M.5.
Nel 1923, quando la Regia Aeronautica venne istituita, 65 M.5 erano ancora in servizio, anche se furono tutti demoliti negli anni successivi.

## Utilizzatori
Italia
- Regia Marina
- Regia Aeronautica

 Stati Uniti
- United States Marine Corps
- United States Navy

## Cultura di massa
- In ambito cinematografico, il Macchi M.5 compare nel film d'animazione Porco Rosso.